# A la recerca del mapa perdut
A la recerca del mapa perdut (títol original en neerlandès, Zeppos - Het Mercatorspoor) és una pel·lícula familiar i d'aventures flamenca del 2022 dirigida per Douglas Boswell. S'ha doblat al català.
El guió va ser escrit per Wouter Van Haver, inspirat en el personatge del capità Zeppos de la sèrie juvenil de Louis De Groof.
Els papers principals de la pel·lícula són interpretats per Carry Goossens, Nathan Naenen i Britt Scholte. Altres papers inclouen Koen De Bouw, Nora Gharib i Carlos Schram.

## Sinopsi
El geek tecnològic Benjamin Kurrel (Natan Naenen) rep el llegat del seu pare desaparegut Ben Kurrel, inclòs un llibre antic, en el seu divuitè aniversari. Li regala a l'Slien (Britt Scholte) de qui està secretament enamorat. Sense voler, llavors acaben en una aventura.
Sembla que el llibre va pertànyer una vegada al cartògraf Gerardus Mercator. De camí es troben amb el capità Zeppos (Carry Goossens), que ha treballat amb el pare desaparegut. Junts segueixen el rastre secret deixat per Mercator segles enrere, però un adversari despietat (Koen De Bouw) intenta impedir que desvelin el misteri. En la recerca, en Benjamin també s'enfronta als seus orígens.

## Repartiment
| Intèrpret      | Personatge      |
| -------------- | --------------- |
| Carry Goossens | Capità Zeppos   |
| Nathan Naenen  | Benjamin Kurrel |
| Britt Scholte  | Slien Sleyp     |
| Koen De Bouw   | Victor Barral   |
| Nora Gharib    | Monica          |
| Carlos Schram  | Raf             |